# Alice Heine

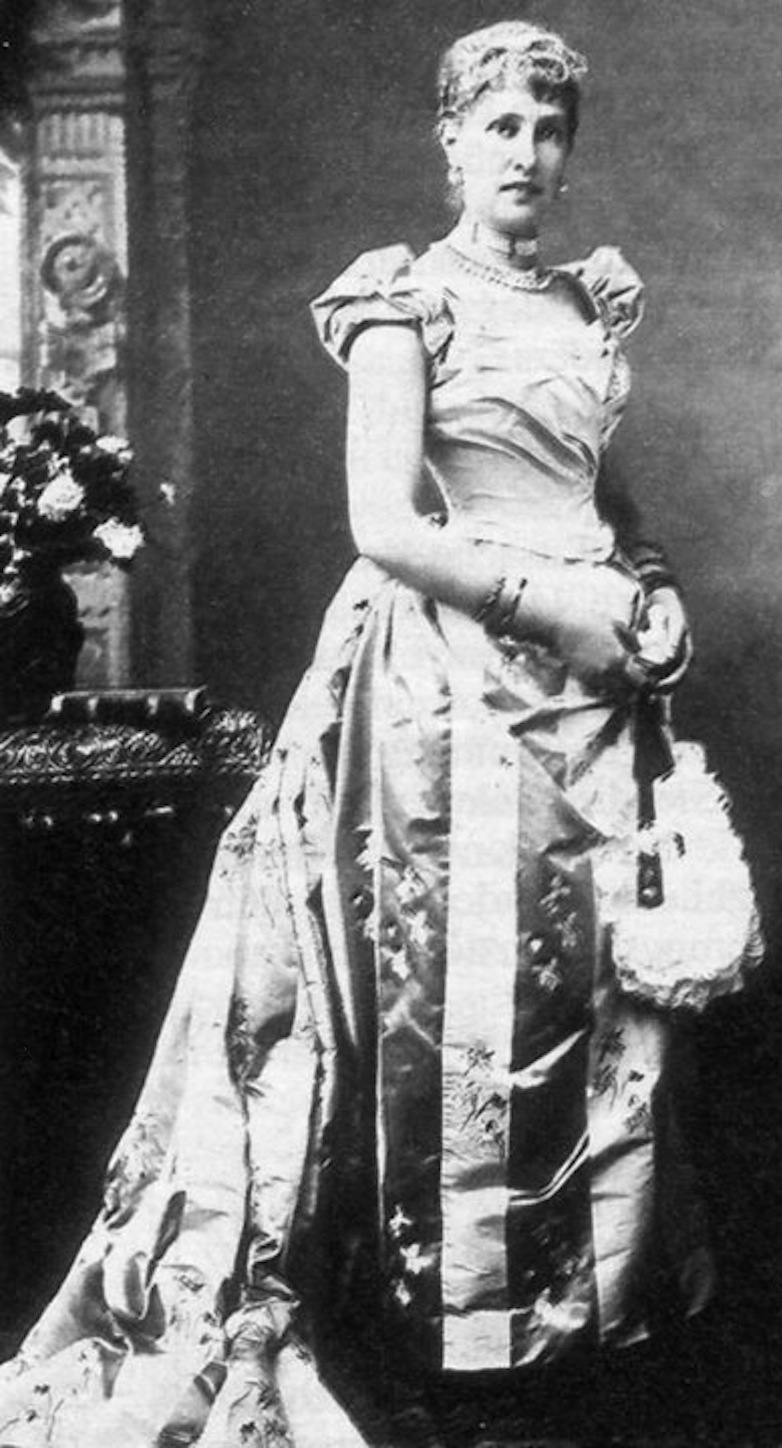
Alice Heine (um 1890)

Marie Alice Heine (* 10. Februar 1858 in New Orleans; † 22. Dezember 1925 in Paris) war Fürstin von Monaco und Herzogin von Richelieu.
Sie wurde im French Quarter von New Orleans als Tochter von Heinrich Heines Cousin Michel Heine, einem deutschen Unternehmer, und dessen Ehefrau Amelie Miltenberger, deren Familie im Elsass verwurzelt war, geboren. Ihr Vater war 1840 von Deutschland nach Paris emigriert, er entstammte einer bekannten Bankiersfamilie und hatte sich 1843 im amerikanischen New Orleans angesiedelt, wo er erfolgreich mit Immobilien handelte. Ihre Mutter war die Tochter eines bekannten Architekten.
Bedingt durch den Amerikanischen Bürgerkrieg übersiedelte die Familie wieder zurück nach Frankreich, wo Alice aufgrund ihrer Schönheit und Jugend in der Pariser Gesellschaft großen Eindruck machte. Die Firma ihres Vaters, A&M Heine, beteiligte sich an der Finanzierung des von Napoleon III. gegen Preußen geführten Krieges.
Nachdem sie vom jüdischen zum katholischen Glauben übergetreten war, heiratete sie am 27. Februar 1875 ihren ersten Mann, Marie Odet Armand Chapelle, Marquis von Jumilhac, den späteren 7. Herzog von Richelieu, der am 28. Juni 1880 starb und seiner 22-jährigen Witwe ein Vermögen hinterließ. Ihr Sohn Armand (1875–1952) wurde nach dem Tod des Vaters 8. und letzter Herzog von Richelieu.
Neun Jahre nach dem Tod ihres Mannes heiratete sie Fürst Albert I. von Monaco, dessen erste Ehe mit Mary Victoria Hamilton 1880 annulliert worden war. Sie war somit schon vor Grace Kelly die erste amerikanische Ehefrau an der Seite eines monegassischen Fürsten.
Fürstin Alice, Freundin von Oscar Wildes Ehefrau Constance, war sehr kunstinteressiert und förderte Oper, Theater und Ballett in Monaco. Ihre Beziehung zum englischen Komponisten Isidore de Lara führte dazu, dass Fürst Albert sie in der Salle Garnier vor dem versammelten Publikum ohrfeigte. Das kinderlos gebliebene Fürstenpaar trennte sich am 30. Mai 1902, blieb jedoch auf dem Papier verheiratet. Nach der Trennung zog die Fürstin nach Paris zurück und knüpfte an ihr altes Leben an. Nach dem Tod des Fürsten, zwanzig Jahre nach der Trennung, durfte sie den Titel „Ihre Durchlaucht, die Fürstinwitwe“ tragen. In Monte Carlo ist eine Straße nach ihr benannt. Sie hat kein weiteres Mal geheiratet und starb drei Jahre nach ihrem Mann. Ihr Grab befindet sich auf dem Cimetière du Père Lachaise in Paris.